# Roger Ruud
Pour les articles homonymes, voir Ruud.
Roger Ruud (né le 1er octobre 1958 à Hurdal) est un ancien sauteur à ski norvégien.

## Palmarès

### Jeux Olympiques
| Épreuve / Édition | Lake Placid 1980 |
| Petit Tremplin    | 13e              |
| Grand Tremplin    | 6e               |

### Championnats du monde
| Épreuve / Édition | Oslo 1982 | Seefeld 1985 |
| Petit Tremplin    | 9e        | 35e          |

### Coupe du monde
- 2e de la Coupe du monde en 1981
- 9 victoires.
- 2e de la Tournée  des Quatre Tremplins 1981-1982

#### Saison par saison
| Année | Lieu |
| 1980  | St-Moritz (Suisse) |
| 1981  | Harrachov (République tchèque), Liberec (République tchèque), Chamonix (France), Saint-Nizier-du-Moucherotte (France), Oslo (Norvège) |
| 1982  | Cortina d'Ampezzo (Italie), Garmisch-Partenkirchen (Allemagne)                                                                        |
| 1985  | Cortina d'Ampezzo (Italie) |